# Тихореченское
Тихореченское — посёлок в Балтийском районе Калининградской области. Входит в состав сельского поселения Дивное.

## Географическое положение
Тихореченское расположено на юго-западе Самбийского полуострова, в 28 км к северо-западу от Калининграда и в 9 километрах к северо-востоку от Приморска.

## История
Деревня Линкау была основана в 1354 году. С 1847 по 1945 Линкау был частью района Фишхаузен (с 1939 по 1945 район Замланд) административного округа Кёнигсберг в Восточной Пруссии.
По итогам Второй Мировой войны вошёл в состав СССР. В 1946 году Линкау был переименован в посёлок Тихореченское. С 1947 по 2008 Тихореченское входило в состав Поваровского сельсовета, после реформы местного самоуправления вошла в сельское поселение Дивное.

## Население
| 2002 | 2010 |
| ---- | ---- |
| 8    | ↘3   |

## Общественный транспорт
Посёлок связан автобусным маршрутом №11 с городом Балтийск.